# 마포평생학습관 아현분관
마포평생학습관 아현분관은 대한민국 서울특별시 마포구에 있는 시립 도서관이다.

## 연혁
- 1980년 7월 12일 국립중앙도서관 마포도서관 아현분관 인수
- 1995년 6월 22일 구 마포도서관은 마포도서관 아현분관으로 개칭
- 1999년 7월 15일 마포평생학습관 아현분관으로 개칭
- 1999년 7월 15일 마포평생학습관으로 개편 개관

## 이용 안내
이용 시간
휴관일
- 매월 둘째, 넷째 월요일
- 일요일을 제외한 법정 공휴일(일요일과 겹칠 경우 휴관)
- 관장이 도서의 정리, 보수공사, 장서점검 및
- 기타의 사유로 휴관일 필요하다고 인정하는 날